# Amt Korschenbroich
Das Amt Korschenbroich war eine Verwaltungseinheit, die bis 1974 zum Kreis Grevenbroich  in der Rheinprovinz (1927 bis 1945) bzw. im Land Nordrhein-Westfalen (1946 bis 1974) gehörte. Das Amt ging 1927 aus der Bürgermeisterei Korschenbroich hervor, die seit 1816 im Landkreis Gladbach existierte.

## Lage
Das ehemalige Amt Korschenbroich lag östlich von Mönchengladbach. Die Fläche betrug 18,78 km². Somit lebten 1974 551 Einwohner je km².

## Geschichte
Im Jahre 1794 wurde das Gebiet des späteren Amtes Korschenbroich von französischen Truppen besetzt. Später gehörte es zum französischen Kaiserreich und ab 1815 zum Königreich Preußen. Die in der Franzosenzeit eingerichtete Bürgermeisterei Korschenbroich mit den Gemeinden Korschenbroich und Pesch gehörte seit 1816 zum Kreis Gladbach. Die Bürgermeisterei hieß seit 1927 Amt. 1929 wurde der Landkreis Gladbach aufgelöst und das Amt Korschenbroich mit den Gemeinden Korschenbroich und Pesch kam zum Landkreis Grevenbroich-Neuß. Dieser wurde 1946 in Kreis Grevenbroich  umbenannt. Während des Zweiten Weltkrieges wurde Korschenbroich erheblich durch Luftminen zerstört. 1975 wurden die beiden Gemeinden des Amtes durch das Düsseldorf-Gesetz in die neue Gemeinde Korschenbroich eingemeindet.

### Bevölkerung
30. Juni 1974: 10.349 Einwohner

## Politik
1974 leiteten folgenden Personen das Amt Korschenbroich: 
- Amtbürgermeister: Matthias Hoeren (CDU)
- Stellvertreter: a)Heinrich Mühlen (CDU) b)Theo Lenders (SPD)
- Amtsdirektor: Willi Esser
- Allgemeine Verwaltung: Karl Thyssen

## Wirtschaft
Die Orte des Amtes Korschenbroich waren und sind sehr auf Landwirtschaft und Gartenbau fixiert. Besonders die Pflanzenzucht spielt im Gartenbau eine wichtige Rolle. 
Koordinaten: 51° 11′ 51,5″ N, 6° 30′ 51,2″ O